# Andy Ram

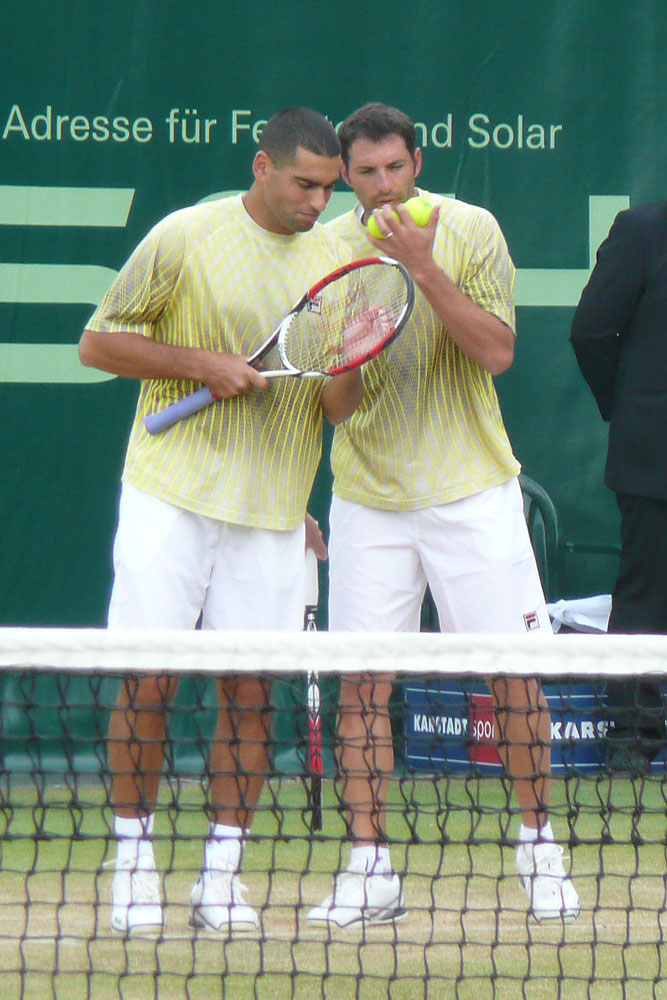
Andy Ram

Andy Ram (Montevidéu, 10 de abril de 1980) é um ex-tenista profissional de Israel nascido no Uruguai.

## Carreira
Nasceu em Montevideo, mas com 5 anos instalou-se com a família em Israel, o jogador perambulou no início de carreira, até 2003, quando conquistou seu primeiro título de ATP, com Mario Ančić croata, após este triunfo, ele começou a fazer dupla hebreia com Jonathan Erlich, com quem já possui onze títulos juntos, vencendo inclusive um Grand Slam, o Aberto da Austrália, Andy Ram, também defendeu Israel nas Olimpíadas de Atenas, e representou Israel na Copa Davis.

### Grand Slam finais

#### Duplas: 1 (1–0)
| Resultado | Ano  | Campeonato      | Piso | Parceiro        | Oponentes                     | Placar        |
| --------- | ---- | --------------- | ---- | --------------- | ----------------------------- | ------------- |
| Campeão   | 2008 | Australian Open | Duro | Jonathan Erlich | Arnaud Clément Michaël Llodra | 7–5, 7–6(7–4) |

#### Duplas Mistas: 4 (2–2)
| Resultado | Ano  | Campeonato       | Piso   | Parceira            | Oponentes                         | Placar   |
| --------- | ---- | ---------------- | ------ | ------------------- | --------------------------------- | -------- |
| Vice      | 2003 | Wimbledon        | Grama  | Anastasia Rodionova | Martina Navratilova Leander Paes  | 3–6, 3–6 |
| Campeão   | 2006 | Wimbledon        | Grama  | Vera Zvonareva      | Venus Williams Bob Bryan          | 6–3, 6–2 |
| Campeão   | 2007 | Aberto da França | Saibro | Nathalie Dechy      | Katarina Srebotnik Nenad Zimonjić | 7–5, 6–3 |
| Vice      | 2009 | Australian Open  | Duro   | Nathalie Dechy      | Sania Mirza Mahesh Bhupathi       | 3–6, 1–6 |

## ATP finais

### Duplas: 36 (20–16)
| Legenda (pre/post 2009)                                         |
| --------------------------------------------------------------- |
| Grand Slam (1/0)                                                |
| Tennis Masters Cup / ATP World Tour Finals (0/0)                |
| ATP Masters Series / ATP World Tour Masters 1000 (2/7)          |
| ATP International Series Gold / ATP World Tour 500 Series (2/3) |
| ATP International Series / ATP World Tour 250 Series (14/5)     |

| Títulos por Piso |
| ---------------- |
| Duro (12/15)     |
| Saibro (1/1)     |
| Grama (4/0)      |
| Carpete (3/0)    |

| Resultado | N.  | Data               | Torneio                                                     | Piso     | Parceiro        | Oponente                             | Placar                |
| --------- | --- | ------------------ | ----------------------------------------------------------- | -------- | --------------- | ------------------------------------ | --------------------- |
| Campeão   | 1.  | Julho 27, 2003     | RCA Championships, Indianapolis, EUA                        | Duro     | Mario Ančić     | Diego Ayala Robby Ginepri            | 2–6, 7–6(7–3), 7–5    |
| Campeão   | 2.  | Setembro 29, 2003  | PTT Thailand Open, Bangkok, Tailândia                       | Duro     | Jonathan Erlich | Jarkko Nieminen Andrew Kratzmann     | 6–3, 7–6(7–4)         |
| Campeão   | 3.  | Outubro 13, 2003   | Grand Prix de Tennis de Lyon, Lyon, França                  | Carpete  | Jonathan Erlich | Nicolas Mahut Julien Benneteau       | 6–1, 6–3              |
| Vice      | 1.  | Janeiro 11, 2004   | Chennai Open, Chennai, India                                | Duro     | Jonathan Erlich | Rafael Nadal Tommy Robredo           | 6–7(3–7), 6–4, 3–6    |
| Vice      | 2.  | Fevereiro 22, 2004 | ABN AMRO World Tennis Tournament, Rotterdam, Holanda        | Duro     | Jonathan Erlich | Paul Hanley Radek Štěpánek           | 7–5, 6–7(5–7), 5–7    |
| Campeão   | 4.  | Outubro 11, 2004   | Grand Prix de Tennis de Lyon, Lyon, França                  | Carpete  | Jonathan Erlich | Radek Štěpánek Jonas Björkman        | 7–6(7–2), 6–2         |
| Campeão   | 5.  | Fevereiro 25, 2005 | ABN AMRO World Tennis Tournament, Rotterdam, Holanda        | Duro     | Jonathan Erlich | Cyril Suk Pavel Vízner               | 6–4, 4–6, 6–3         |
| Campeão   | 6.  | Junho 20, 2005     | Nottingham Open, Nottingham, Inglaterra                     | Grama    | Jonathan Erlich | Simon Aspelin Todd Perry             | 4–6, 6–3, 7–5         |
| Vice      | 3.  | Julho 31, 2005     | Countrywide Classic, Los Angeles, EUA                       | Duro     | Jonathan Erlich | Rick Leach Brian MacPhie             | 3–6, 4–6              |
| Vice      | 4.  | Agosto 13, 2005    | Canada Masters, Toronto, Canadá                             | Hard     | Jonathan Erlich | Wayne Black Kevin Ullyett            | 7–6(7–5), 3–6, 0–6    |
| Vice      | 5.  | Outubro 2, 2005    | PTT Thailand Open, Bangkok, Tailândia                       | Duro (i) | Jonathan Erlich | Paul Hanley Leander Paes             | 6–5(7–5), 1–6, 2–6    |
| Vice      | 6.  | Outubro 16, 2005   | BA-CA TennisTrophy, Vienna, Áustria                         | Duro (i) | Jonathan Erlich | Mark Knowles Daniel Nestor           | 3–5, 4–5(2–5)         |
| Campeão   | 7.  | Janeiro 9, 2006    | Next Generation Adelaide International, Adelaide, Austrália | Duro     | Jonathan Erlich | Paul Hanley Kevin Ullyett            | 7–6(7–4), 7–6(12–10)  |
| Vice      | 7.  | Fevereiro 26, 2006 | ABN AMRO World Tennis Tournament, Rotterdam, Holanda        | Duro (i) | Jonathan Erlich | Paul Hanley Kevin Ullyett            | 6–7(4–7), 6–7(2–7)    |
| Vice      | 8.  | Maio 13, 2006      | Roma Masters, Roma, Itália                                  | Saibro   | Jonathan Erlich | Mark Knowles Daniel Nestor           | 4–6, 7–5, [11–13]     |
| Campeão   | 8.  | Junho 26, 2006     | Nottingham Open, Nottingham, Inglaterra                     | Grama    | Jonathan Erlich | Igor Kunitsyn Dmitry Tursunov        | 6–3, 6–3              |
| Campeão   | 9.  | Agosto 28, 2006    | Pilot Pen Tennis, New Haven, EUA                            | Duro     | Jonathan Erlich | Mariusz Fyrstenberg Marcin Matkowski | 6–3, 6–3              |
| Campeão   | 10. | Outubro 2, 2006    | PTT Thailand Open, Bangkok, Tailândia                       | Duro     | Jonathan Erlich | Andy Murray Jamie Murray             | 6–2, 2–6, [10–4]      |
| Vice      | 9.  | Março 4, 2007      | ATP Las Vegas, Las Vegas, EUA                               | Duro     | Jonathan Erlich | Bob Bryan Mike Bryan                 | 6–7(6–8), 2–6         |
| Vice      | 10. | Março 18, 2007     | Indian Wells Masters, Indian Wells, EUA                     | Duro     | Jonathan Erlich | Martin Damm Leander Paes             | 4–6, 4–6              |
| Vice      | 11. | Agosto 5, 2007     | ATP Washington, Washington, EUA                             | Duro     | Jonathan Erlich | Bob Bryan Mike Bryan                 | 6–7(5–7), 6–3, [7–10] |
| Campeão   | 11. | Agosto 19, 2007    | Cincinnati Masters, Cincinnati, EUA                         | Duro     | Jonathan Erlich | Bob Bryan Mike Bryan                 | 4–6, 6–3, [13–11]     |
| Campeão   | 12. | Janeiro 26, 2008   | Australian Open, Melbourne, Austrália                       | Duro     | Jonathan Erlich | Arnaud Clément Michaël Llodra        | 7–5, 7–6(7–4)         |
| Campeão   | 13. | Março 21, 2008     | Indian Wells Masters, Indian Wells, EUA                     | Duro     | Jonathan Erlich | Daniel Nestor Nenad Zimonjić         | 6–4, 6–4              |
| Vice      | 12. | Agosto 3, 2008     | Cincinnati Masters, Cincinnati, EUA                         | Duro     | Jonathan Erlich | Bob Bryan Mike Bryan                 | 6–4, 6–7(2–7), [7–10] |
| Campeão   | 14. | Outubro 12, 2008   | BA-CA TennisTrophy, Vienna, Áustria                         | Duro (i) | Max Mirnyi      | Philipp Petzschner Alexander Peya    | 6–1, 7–5              |
| Campeão   | 15. | Outubro 26, 2008   | Grand Prix de Tennis de Lyon, Lyon, França                  | Carpete  | Michaël Llodra  | Stephen Huss Ross Hutchins           | 6–3, 5–7, [10–8]      |
| Vice      | 13. | Fevereiro 22, 2009 | Open 13, Marseille, França                                  | Duro (i) | Julian Knowle   | Arnaud Clément Michaël Llodra        | 6–3, 3–6, [8–10]      |
| Vice      | 14. | Março 22, 2009     | Indian Wells Masters, Indian Wells, EUA                     | Duro     | Max Mirnyi      | Mardy Fish Andy Roddick              | 6–3, 1–6, [12–14]     |
| Campeão   | 16. | Abril 5, 2009      | Miami Masters, Miami, EUA                                   | Duro     | Max Mirnyi      | Ashley Fisher Stephen Huss           | 6–7(4–7), 6–2, [10–7] |
| Vice      | 15. | Agosto 15, 2009    | Canada Masters, Montréal, Canadá                            | Duro     | Max Mirnyi      | Mahesh Bhupathi Mark Knowles         | 4–6, 3–6              |
| Vice      | 16. | Novembro 14, 2010  | BNP Paribas Masters, Paris, França                          | Duro (i) | Mark Knowles    | Mahesh Bhupathi Max Mirnyi           | 5–7, 5–7              |
| Campeão   | 17. | Junho 20, 2011     | AEGON International, Eastbourne, Reino Unido                | Grama    | Jonathan Erlich | Grigor Dimitrov Andreas Seppi        | 6–3, 6–3              |
| Campeão   | 18. | Agosto 27, 2011    | Winston-Salem Open, Winston-Salem, EUA                      | Duro     | Jonathan Erlich | Christopher Kas Alexander Peya       | 7–6(7–2), 6–4         |
| Campeão   | 19. | Maio 6, 2012       | Serbia Open, Belgrade, Servia                               | Saibro   | Jonathan Erlich | Martin Emmrich Andreas Siljeström    | 4–6, 6–2, [10–6]      |